# Rose Blanc
Rose Blanc, també coneguda com a Rosette Blanc (Elna, Rosselló, 24 de setembre de 1919 - camp d'Auschwitz, actualment Polònia 15 de març de 1943) fou una militant comunista i resistent nord-catalana, morta de tifus al camp d'Auschwitz.

## Biografia
Pertanyia a una família d'agricultors modests, la cinquena filla de vuit infants i la segona noia. La família es va traslladar a El Soler, a l'oest de Perpinyà, el 1932, on va continuar la seva escolarització, i el 1933 va obtenir el certificat d'estudis. El 1937 va ingressar a la Union des Jeunes Filles de France (UJFF). El 1940 va entrar en l'organització clandestina del Partit Comunista Francès sota el nom d'Amélie Garrigue. Dos anys més tard fou feta presonera per les brigades especials i entregada als alemanys. Fou deportada amb el comboi dels 31.000 a Auschwitz el 24 de gener de 1943. La seva matrícula 31652 fou tatuada al seu braç dret.